# Marshosaurus
A Marshosaurus a közepes méretű theropoda dinoszauruszok egyik neme, amely a késő jura időszak kimmeridge-i korszakában élt, 155–150 millió évvel ezelőtt. Legalább három (vagy talán négy) a Morrison Formációból, Utah és Colorado államból származó példány alapján ismert. A hossza 4,5 méter, a tömege pedig 200 kilogramm lehetett. A koponyája 60 centiméter hosszú volt.
A holotípusa egy bal medencecsont avagy, a medence felső része, ami a Cleveland-Lloyd lelőhelyen, Utah állam közepén került elő. James Madsen nevezte el (1976-ban) Othniel Charles Marsh tiszteletére, aki a Csontháború alatt sok dinoszaurusz fosszíliáról készített leírást. A faj nevét „az Amerikai Egyesült Államok kétszázadik évfordulójának tiszteletére” választotta.
A csontváz jellemzői azt jelzik, hogy avetheropoda volt, egy madárszerű csoport tagja, melybe a Tyrannosaurus, a Velociraptor és az Allosaurus is beletartozott. Az őslénykutatók nem biztosak abban, hogy a Marshosaurus melyik családba tartozik; lehet carnosaurus vagy coelurosaurus is.

## Fordítás
- Ez a szócikk részben vagy egészben a Marshosaurus című angol Wikipédia-szócikk ezen változatának fordításán alapul.  Az eredeti cikk szerkesztőit annak laptörténete sorolja fel. Ez a jelzés csupán a megfogalmazás eredetét és a szerzői jogokat jelzi, nem szolgál a cikkben szereplő információk forrásmegjelöléseként.

## Külső hivatkozások
- Re: Marshosaurus. Dinosaur Mailing List, 2000. szeptember 13. [2020. augusztus 3-i dátummal az eredetiből archiválva]. (Hozzáférés: 2009. október 8.)
- Carnosauria. Thescelosaurus!. [2009. április 25-i dátummal az eredetiből archiválva]. (Hozzáférés: 2009. október 8.)